# Urban X Award
Urban X Awards var en årlig prisuddeling holdt i USA for at hædre præstationer i  etnisk pornografi. Oprindelige var det kendt som Urban Spice Awards, og blev stiftet i 2008 af den sorte pornoinstruktør Giana Taylor. Sidst gang det blev afholdt var i 2012. Priserne blev uddelt til pornostjerner, producere, instruktører, agenter og virksomheder som producerede voksent indhold med sorte, latinamerikanere, asiater og blandinger af menneskeracer. Vinderne blev stemt på af fans på prisuddelingens hjemmeside.

## Hall of Fame Medlemmer
- 2008

Byron Long
Devlin Weed
Heather Hunter
Jeannie Pepper
Johnny Keyes
Julian St. Jox
Lacey Duvalle
Lexington Steele
Mr Marcus
Michael Stefano
Misty Stone
Ray Victory
Sean Michaels
Vanessa del Rio
- 2009

Kitten
Kim Eternity
Mark Anthony
Mika Tan
Sinnamon Love
Sledgehammer
TT Boy
Vanessa Blue
Wesley Pipes
- 2010

Alexander Devoe
Diana DeVoe
Guy DiSilva
Jada Fire
Mercedes Ashley
Nina Hartley
Olivia O'Lovely
Ron Hightower
- 2011

Francesca Le
Jack Napier
Jade Hsu
Lisa Ann
Justin Long
Kelly Starr
Mr Pete
Mandingo
Sara Jay
Shyla Stylez
Spoontaneeus Xtasty
Suave XXX
- 2012

Miles Long

## Liste over vindere 2008–2012
|                                      | 2008                                                          | 2009                                                                                           | 2010                                                                     | 2011                                                                              | 2012                                                                                   |
| ------------------------------------ | ------------------------------------------------------------- | ---------------------------------------------------------------------------------------------- | ------------------------------------------------------------------------ | --------------------------------------------------------------------------------- | -------------------------------------------------------------------------------------- |
| Best All Sex Release                 | Sneaky Sex in the Shower (Evasive Angles)                     | Dynamic Booty 4 (Alexander Devoe Productions)                                                  |                                                                          | Cum In Me Baby 2 (WCP)                                                            |                                                                                        |
| Best All Sex Series                  |                                                               | The Black Assassin (Silverback Ent/JSI)                                                        |                                                                          |                                                                                   |                                                                                        |
| Best Anal Release                    | Black Ass Addiction 2 (Alexander DeVoe/Jules Jordan Video)    | Phat Black Juicy Anal Booty 3 (WCP)                                                            | Lisa Ann's Hung XXX (CJ Wright Productions)                              | Tan Line Tushies (Wicked Pictures)                                                | Black Anal Addiction (Mike Adriano/Evil Angel)                                         |
| Best Anal Series                     |                                                               | Top Guns (Mercenary Pictures)                                                                  | Black Ass Addiction (Alexander Devoe Productions)                        | Up that Black Ass (Elegant Angel)                                                 | Gapeman (Freaky Empire/B. Pumper)                                                      |
| Best Anal Sex Scene                  | Aurora Jolie & Brian Pumper                                   | Dana DeArmond & Rico Strong (Rico the Destroyer - Alexander Devoe Productions)                 | Dana DeArmond & LT (Juicy White Anal Booty 4 - WCP)                      | Nyomi Banxxx & Marco Banderas (Dynamic Booty 5 - Alexander DeVoe Productions)     | Kagney Linn Karter & Prince Yahshua (Prince The Penetrator - Smash Pictures)           |
| Best Black Release                   |                                                               | Booty Clappin Superfreaks (Evasive Angel)                                                      | Black Reign 16 (Mercenary Pictures)                                      | Heavy Metal II (Rosebud)                                                          | Black Reign 17 (Mercenary Pictures/Lexington Steele)                                   |
| Best Black Series                    |                                                               | Booty Talk (WCP)                                                                               | New Lil Freaks get it Poppin (Freaky Empire)                             | Phat Black Juicy Anal Booty (WCP)                                                 | Booty Talk (West Coast Productions)                                                    |
| Best Latin Release                   |                                                               | Juicy Latin Coochie 2 (B Pumper Productions)                                                   | Juicy Latin Coochie (Freaky Empire)                                      | Bottoms Up in Brazil (Wicked Pictures)                                            | Made in Xspana 8 (Nacho Vidal/Evil Angel)                                              |
| Best Latin Series                    |                                                               | Deep in Latin Cheeks (Alexander Devoe Productions)                                             | Deep in Latin Cheeks (ADP)                                               |                                                                                   | Made in Xspana (Nacho Vidal)                                                           |
| Best Asian Release                   |                                                               | White on Rice (Mercenary Pictures)                                                             | Asian Fixation (Tom Byron Pictures)                                      | Asian Eyes (Wicked Pictures)                                                      | Asa Akira Is Insatiable 2 (Elegant Angel)                                              |
| Best Asian Series                    |                                                               | Invasian (Jules Jordan Video)                                                                  |                                                                          |                                                                                   | Asa Akira is Insatiable (Elegant Angel)                                                |
| Best Big Butt Release                | My Baby Got Back 44 (Afro-Centric/Video Team)                 | Wet Juices Asses 3 (Alexander De Voe Productions)                                              | Lexington Loves Phat Black Asses (Mercenary Pictures)                    | Big Butt Bettys 2 (Silverback Ent)                                                | Big Wet Brazilian Asses 9 (Elegant Angel)                                              |
| Best Big Butt Series                 |                                                               | Big Booty White Girls (JSI)                                                                    | Phat Ass Freak (West Coast Flava)                                        | Nuttin Butt Pinky (Black Market)                                                  | Big Black Wet Asses (LT Entertainment/Elegant Angel)                                   |
| Best MILF Release                    | Sexy Bootylicious Moms (West Coast Productions)               | Cougars #3 (Anabolic)                                                                          | Cougar Mammoth Cock Hunt (WCP)                                           | Milf Mann 2 (Black Market)                                                        | Mandingo Hide Your Wives (Jules Jordan video)                                          |
| Best MILF Series                     |                                                               | Milf Magnet (Mercenary Pictures)                                                               |                                                                          |                                                                                   |                                                                                        |
| Best Gay Release                     |                                                               |                                                                                                | Ty's Play Room (Ty Lattimore Ent)                                        | What Asses are Made Of 2 (Black Rayne)                                            |                                                                                        |
| Best Gay Series                      |                                                               |                                                                                                |                                                                          | Breed It Raw (Black Rayne)                                                        |                                                                                        |
| Parody Of The Year                   |                                                               |                                                                                                | Not The Cosby's XXX (Pure Play Media)                                    | Official Friday Parody (Zero Tolerance)                                           |                                                                                        |
| Best Girl/Girl Release               | Womenopoly 2 (Female Factory/Black Market)                    | Black Sexy Lesbians (WCP/After Dark Pictures)                                                  | Black Teen Pussy Party 5 (Black Magic Pictures)                          | True Lesbian Divas (WCP)                                                          |                                                                                        |
| Best Girl/Girl Series                | Sistas (Afro-Centric/Video Team)                              | Womenopoly (Female Factory Productions/Black Market XXX)                                       | Love Kara Tai 3 (Josh Stone Productions/JSI)                             |                                                                                   |                                                                                        |
| Best Girl/Girl Sex Scene             |                                                               | Misty Stone & Rane Revere (Black Teen Pussy #3 - Black Magic Pictures)                         |                                                                          | Baby Cakes, Imani Rose & Evanni Solei (Black Lesbian Strap Attack - WCP)          |                                                                                        |
| Feature Movie Of The Year            | Ransom (West Coast Productions)                               | Big Ass Stalker (WCP/After Dark)                                                               |                                                                          | Speed (Brad Armstrong/Wicked Pictures)                                            | Revenge Of the Petites (AMKingkdom, director Harry Sparks)                             |
| Best Gonzo Release                   | Yo Quiero Chocolate 4 (Candy Shop/Red Light District)         | Bubble Butt BBQ #2 (Black Ice)                                                                 |                                                                          |                                                                                   |                                                                                        |
| Best Gonzo Series                    |                                                               | 100% it’s a Black Thang (Anabolic Digital)                                                     |                                                                          |                                                                                   |                                                                                        |
| Best Wall to Wall Release            | China Blue (Teravision)                                       |                                                                                                |                                                                          |                                                                                   |                                                                                        |
| Best Vignette Release                | Freakaholics 2 (Alexander DeVoe/Jules Jordan Video)           |                                                                                                |                                                                          |                                                                                   |                                                                                        |
| Best Interracial Release             | Lex on Blondes 4 (Mercenary Pictures)                         | Black Ass Master 2 (Jules Jordan Video)                                                        | Lex the Impaler 5 (Jules Jordan Video)                                   | Josh Stones South Beach Crusin 5 (Josh Stone Productions)                         | The Brother Load 3 (Chris Streams Productions/Jules Jordan)                            |
| Best Interracial Series              | Phat Ass White Booty (Alexander DeVoe/Jules Jordan Video)     | Gapeman (B. Pumper Productions/Evil Angel)                                                     | Rico the Destroyer (Alexander Devoe Productions)                         | Phat Ass White Booty 6 (ADP)                                                      |                                                                                        |
| Best BBW Release                     | Infattuation (Female Factory/Black Market)                    |                                                                                                |                                                                          | Biggest Ass Ever 3 (WCP)                                                          | Meaty Mamas (Black Market)                                                             |
| Best BBW Series                      |                                                               | Heavy Weight Honeys (Black Market)                                                             |                                                                          |                                                                                   |                                                                                        |
| Best BBW Series                      |                                                               |                                                                                                | Gigantic Brickhouse Butts 7 (Evasive Angles)                             |                                                                                   |                                                                                        |
| Best Oral Release                    | Pinky's Dick Sucking for Dumb Asses (Black Market)            | Throat Injection (Alexander Devoe Productions)                                                 |                                                                          | Throat Injection 3 (Alexander DeVoe Productions)                                  |                                                                                        |
| Best Oral Series                     |                                                               | Chicken Heads (Black Ice)                                                                      | Throat Injection (Alexander Devoe Productions)                           | Head Game (Black Market)                                                          |                                                                                        |
| Best Orgy Release                    |                                                               | Nightmare on Black Street (Combat Zone)                                                        |                                                                          |                                                                                   |                                                                                        |
| Best Orgy Series                     |                                                               | Azz and Mo Ass Orgy (WCP)                                                                      |                                                                          |                                                                                   |                                                                                        |
| Best Amateur Release                 | Amateur Prospects (Black Market)                              | Absolute Amateurs (Vouyer Media)                                                               |                                                                          |                                                                                   |                                                                                        |
| Best Amateur Series                  |                                                               | Fresh Out The Box (Mercenary Pictures)                                                         |                                                                          |                                                                                   |                                                                                        |
| Best POV Release                     |                                                               | Tunnel Vision 3 (Jules Jordan Video)                                                           |                                                                          |                                                                                   |                                                                                        |
| Best POV Series                      |                                                               | Nightstick Black Pov (Mercenary Pictures)                                                      | Nightstick (Mercenary Pictures)                                          |                                                                                   |                                                                                        |
| Best POV Sex Scene                   |                                                               | Lacey Duvalle & Mario Cassinni (Tunnel Vision 3 - Jules Jordan Video)                          |                                                                          |                                                                                   |                                                                                        |
| Best Pro-Am Release                  | Black Moon Rising 6 (Mercenary Pictures)                      |                                                                                                |                                                                          |                                                                                   | Amateur Assault 2 (Vince Voyeur Unleashed)                                             |
| Best Reality Release                 | Girlfriend That's My Man (West Coast Productions)             |                                                                                                |                                                                          |                                                                                   |                                                                                        |
| Best Vignette Release                |                                                               | Freakaholics 3 (Alexander Devoe Productions)                                                   |                                                                          |                                                                                   |                                                                                        |
| Best Vignette Series                 |                                                               | Chocolate Milf (Black Ice)                                                                     |                                                                          |                                                                                   |                                                                                        |
| Best Interactive Release             |                                                               | Digital Dyme Piece Beauty Dior (Black Market/XXX)                                              |                                                                          |                                                                                   |                                                                                        |
| Best Anal Performer                  | Marie Luv/Jasmine Cashmere (tie)                              | Jada Fire                                                                                      | Capri Styles                                                             | Jada Fire                                                                         |                                                                                        |
| Best Female Performer                | Roxy Reynolds                                                 | Pinky                                                                                          | Rebecca Linares                                                          |                                                                                   |                                                                                        |
| Female Of The Year                   |                                                               | Pinky                                                                                          | Misty Stone                                                              | Nyomi Banxxx                                                                      | Skin Diamond                                                                           |
| Best Female Newcomer                 | Misty Love                                                    | Ms. Booty                                                                                      | Summer Bailey                                                            | Gizelle XXX                                                                       | Leilani Leeane                                                                         |
| Best Interracial Star                | Belladonna                                                    |                                                                                                | Ashli Orion-Katie Kox (Tie)                                              |                                                                                   |                                                                                        |
| Best Male Newcomer                   | J. Strokes                                                    | Ray Black                                                                                      | Flash Brown                                                              | Lucas Stone                                                                       |                                                                                        |
| Best Male Performer                  | Mr. Marcus                                                    | Mr. Marcus                                                                                     | Prince Yashua                                                            | Prince Yashua                                                                     | Prince Yashua                                                                          |
| Best Oral Performer                  | Jada Fire                                                     |                                                                                                |                                                                          |                                                                                   | Julie Cash                                                                             |
| Best Oral Male                       | Byron Long                                                    |                                                                                                |                                                                          |                                                                                   |                                                                                        |
| Crossover Female                     | Roxy Reynolds                                                 |                                                                                                | Pinky                                                                    |                                                                                   |                                                                                        |
| Crossover Male                       | Lexington Steele                                              | Mr. Marcus                                                                                     |                                                                          |                                                                                   |                                                                                        |
| Interracial Star                     |                                                               | Sarah Jay                                                                                      |                                                                          |                                                                                   | Jada Stevens                                                                           |
| Best MILF Performer                  |                                                               | Nyomi Banxxx                                                                                   |                                                                          |                                                                                   | Lisa Ann                                                                               |
| Biggest Ass In Porn                  | Cherokee                                                      | Mz. Booty                                                                                      |                                                                          | Cherokee D Ass                                                                    |                                                                                        |
| Nicest Boobs In Porn                 |                                                               | Carmen Hayes                                                                                   |                                                                          | Alisha Madison                                                                    |                                                                                        |
| Freakiest Girl In Porn               | Monique                                                       |                                                                                                |                                                                          |                                                                                   |                                                                                        |
| Hottest BBW Star                     | Crystal Clear                                                 |                                                                                                |                                                                          |                                                                                   |                                                                                        |
| BBW With The Biggest Ass In Porn     |                                                               |                                                                                                |                                                                          | Superstar XXX                                                                     |                                                                                        |
| BBW of the Year                      |                                                               | Bootyliscious                                                                                  | Farrah Foxxx                                                             |                                                                                   | Darling Darla                                                                          |
| BBW Newcomer of the Year             |                                                               | Farrah Foxx                                                                                    | Buttafly Azz                                                             |                                                                                   | Delilah Black                                                                          |
| BBW IR star of the Year              |                                                               |                                                                                                |                                                                          |                                                                                   | Samantha 38G                                                                           |
| Best Male Performer in a BBW Movie   |                                                               | CJ Wright                                                                                      |                                                                          |                                                                                   |                                                                                        |
| TS Performer of the year             |                                                               |                                                                                                |                                                                          |                                                                                   | TS Madison                                                                             |
| TS IR performer of the year          |                                                               |                                                                                                |                                                                          |                                                                                   | Wendy Williams                                                                         |
| Best Videographer                    | Vanessa Blue                                                  |                                                                                                |                                                                          |                                                                                   |                                                                                        |
| Best Sex Scene                       | Marco Banderas & Marie Luv (Minority Rules - Wicked Pictures) |                                                                                                |                                                                          |                                                                                   |                                                                                        |
| Best 3-Way Sex Scene                 |                                                               | Prince Yahshua, Mya Nichole & Rico Strong (Deep in Latin Cheeks - Alexander Devoe Productions) | Pinky, Richard Mann & Kapri Styles (Nuttin Butt Pinky #3 - Black Market) | Sophie Dee, Justin Long & Gianna Michaels (Sophie Dee’s 3 Ways - Club Sophie Dee) | Sydnee Capri, Naveah Keyes & LT (Up That Black Ass 8 - LT Entertainment/Elegant Angel) |
| Best Group Sex Scene                 | Alone in the Dark 6 (Candy Shop/Red Light District)           |                                                                                                |                                                                          |                                                                                   |                                                                                        |
| Best Couples Sex Scene               |                                                               | Kirra Lynne & Prince (Black Assassin 3 - Silverback Ent)                                       |                                                                          | Asa Akira, Mr. Pete Vajazzled / Miles Long for Third Degree Films                 | Misty Stone & Bill Bailey (Horizon - Wicked)                                           |
| Best New Company                     | Black Market                                                  | Justin Slayer International                                                                    |                                                                          |                                                                                   |                                                                                        |
| Best Studio                          | West Coast Productions                                        | West Coast Productions                                                                         | Silverback Ent                                                           |                                                                                   |                                                                                        |
| Director Of The Year                 | Alexander DeVoe                                               | Alexander DeVoe                                                                                | Alexander DeVoe                                                          | Lexington Steele                                                                  |                                                                                        |
| Best Feature Director                | Bishop                                                        | Bishop                                                                                         | Bishop                                                                   | Brad Armstrong                                                                    |                                                                                        |
| Best Gonzo Director                  | Juan Cuba                                                     | Justin Slayer                                                                                  | Lexington Steele                                                         | Brian Pumper                                                                      | Mason (Asa Akira is Insatiable 2)                                                      |
| Best Director - Body Of Work         |                                                               |                                                                                                | Brian Pumper                                                             |                                                                                   | LT                                                                                     |
| Visionary                            | Alexander DeVoe                                               |                                                                                                |                                                                          |                                                                                   |                                                                                        |
| Lifetime Achievement                 |                                                               | West Coast Productions                                                                         |                                                                          |                                                                                   |                                                                                        |
| BBW Company of the Year              |                                                               | Evasive Angels                                                                                 |                                                                          |                                                                                   |                                                                                        |
| Best Internet Studio                 |                                                               | Bangbros.com                                                                                   | Bangbros.com                                                             | Bangbros.com                                                                      |                                                                                        |
| Best Interracial Star Website        |                                                               |                                                                                                | katiekox.com                                                             | sarajay.com                                                                       |                                                                                        |
| Best Talent Website                  |                                                               | Pinkyxxx.com                                                                                   |                                                                          |                                                                                   |                                                                                        |
| Best BBW Niche Website               |                                                               |                                                                                                | bustybabydolls.com                                                       | bustybabydolls.com                                                                |                                                                                        |
| Best BBW Personal Website            |                                                               |                                                                                                | farrahfoxxx.com                                                          | cottoncandi.com                                                                   |                                                                                        |
| Best Starlet Website                 |                                                               |                                                                                                | pinkyfoxxx.com                                                           | pinkyxxx.com                                                                      |                                                                                        |
| Best Fetish Website                  |                                                               |                                                                                                | kink.com                                                                 | ebonyfetishtheater.com                                                            |                                                                                        |
| Best Fetish Star Website             |                                                               |                                                                                                |                                                                          | caramelvixen.com                                                                  |                                                                                        |
| Best Ethnic Gay Website              |                                                               |                                                                                                |                                                                          | breeditraw.com                                                                    |                                                                                        |
| Best Ethnic Transsexual Website      |                                                               |                                                                                                | sexxyjade.com                                                            | bigdickbitch.com                                                                  |                                                                                        |
| Best Interracial Transsexual Website |                                                               |                                                                                                | hotwendywilliams.com                                                     | hotwendywilliams.com                                                              |                                                                                        |